# James Finlayson
James Henderson "Jimmy" Finlayson (Larbert, Schotland, 27 augustus 1887 – Los Angeles, 9 oktober 1953) was een Schots-Amerikaans komische acteur.
Hij emigreerde in 1912 naar de Verenigde Staten en werd bekend door zijn optreden in 33 Laurel & Hardy-films.
Een van zijn handelsmerken was dat hij zijn wenkbrauw boven zijn linkeroog omhoog kon laten schieten terwijl hij tegelijkertijd zijn rechteroog vernauwde tot een smalle spleet. In de meeste films droeg hij ook een - valse - walrussnor.
Hij speelde belangrijke rollen in onder meer de volgende films:
- in Big Business speelt hij de onwillige klant die geen kerstboom wenst te kopen.
- in Way Out West speelt hij een hebberige saloonbaas.
- in Another Fine Mess speelt hij kolonel Buckshot.
- in Pardon us speelt hij een leraar in een gevangenis.
- in Our relations speelt hij de uitgekookte financieel adviseur van Stan en Ollie's tweelingbroers.
- in Our Wife speelt hij Olivers aanstaande schoonvader.
- in The Flying Deuces speelt hij een gevangenisbewaker.

- Bibsys: 14025161
- Bibliothèque nationale de France: cb139832738 (data)
- Gemeinsame Normdatei: 1025883527
- International Standard Name Identifier: 0000 0000 2745 6068
- Library of Congress Control Number: n87847852
- Nationale Bibliotheek van Tsjechië: xx0161286
- Nederlandse Thesaurus van Auteursnamen: 312816316
- SNAC: w6xx1zf9
- Système universitaire de documentation: 071400788
- Virtual International Authority File: 64200195
- WorldCat: E39PBJkdhBMkT338gjP4qhrrMP